# Manobra de Valsalva

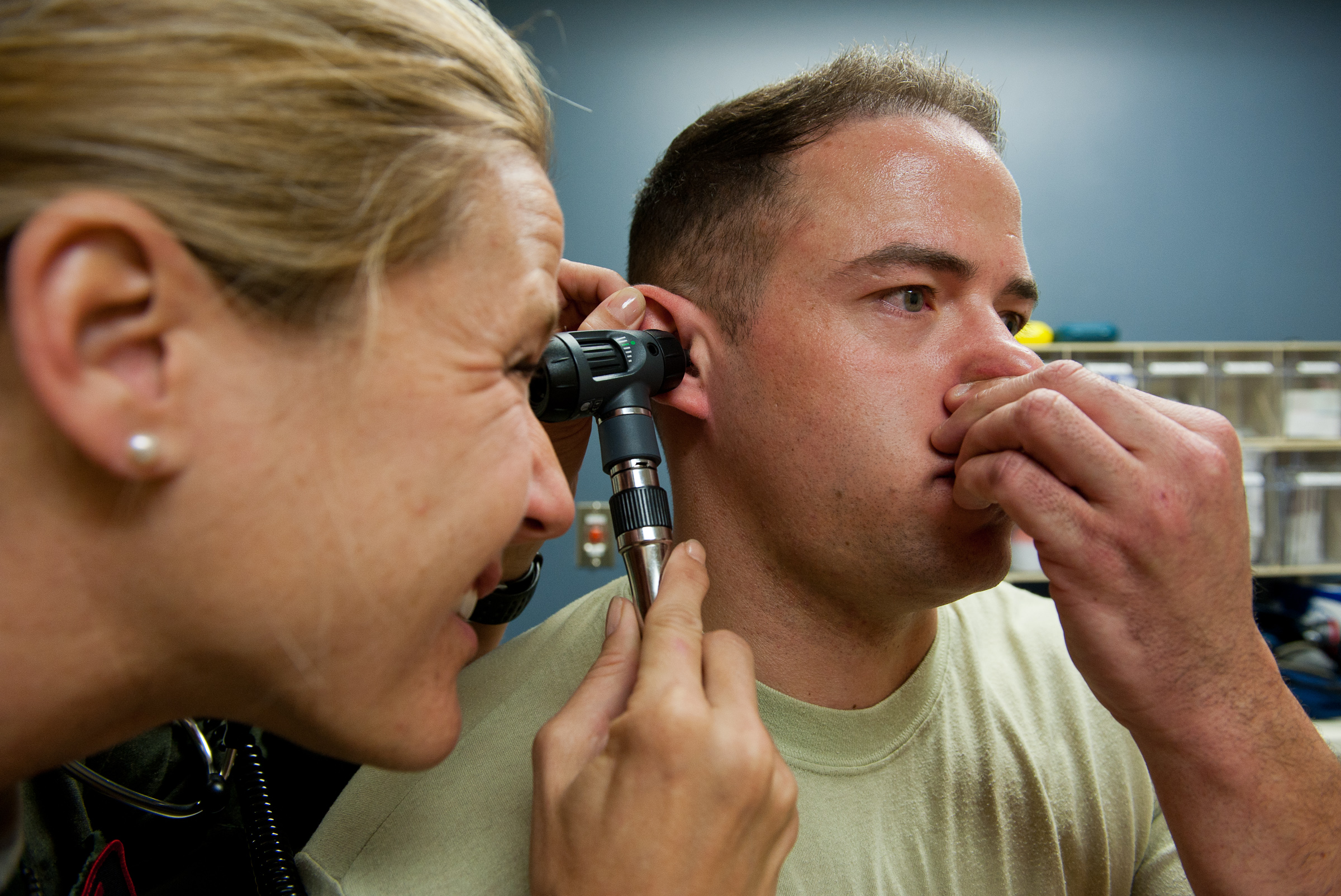
Manobra de Valsava. Técnica em que se prende a respiração, segurando o nariz com os dedos, fazendo pressão e forçando a saída de ar pelos ouvidos.

A manobra de Valsalva, amplamente difundida, é realizada ao se exalar (emitir ou lançar fora de si.) forçadamente o ar contra os lábios fechados e nariz tapado, forçando o ar em direção ao ouvido médio se a tuba auditiva estiver aberta. Esta manobra aumenta a pressão intratorácica, diminui o retorno venoso ao coração e diminui a pressão arterial, além de evidenciar sopros e hérnias abdominais.
Com pequenas modificações, esta manobra pode ser usada como um teste da função cardíaca e controle nervoso autônomo do coração, ou para 'limpar' os ouvidos (equalizar a pressão) quando a pressão ambiental mudar, como no mergulho ou aviação, ou até mesmo subindo ou descendo uma serra. É recomendada por fonoaudiólogos quando o paciente refere plenitude auricular (sensação de ouvido tapado).
Esta técnica possui esse nome em homenagem a Antonio Maria Valsalva, médico do século XVII, de Bolohna, cujo principal interesse científico era o ouvido humano, tendo descrito a tuba auditiva.
Esta manobra também foi muito utilizada na odontologia, sendo empregada na confirmação de comunicação buco-sinusal em cirurgias situadas na porção posterior do arco dentário superior e na ginecologia durante o teste do cotonete (q-tip test) para constatar se há descida do colo vesical e da uretra proximal em pacientes com incontinencia urinária.
O médico pode também realizar esta manobra quando desconfia de uma hérnia. A manobra de Valsalva aumenta a pressão intra-abdominal e causa protusão da hérnia. Assim, o médico pode também identificar a localização, conteúdo, etiologia e condição. Pode ser usada também para amenizar a hipertensão do epidídimo.
A manobra de Valsalva serve também para se testar a flexibilidade da área deprimida do pectus excavatum, uma deformidade da parte da frente do tórax, onde há uma depressão do osso conhecido como esterno.